# Kloster Valdediós
Das Kloster Valdediós (Vallis Dei) ist eine mittelalterliche, wiederbesetzte Zisterzienserabtei im Tal von Boides in der Gemeinde Villaviciosa in Asturien in Spanien.

## Geschichte
Das Kloster wurde im Jahr 1200 von Alfons IX. von León neben der präromanischen Kirche San Salvador de Valdediós, einem Höhepunkt der asturianischen Architektur, errichtet, die König Alfons III. von Asturien im Jahr 893 als seinen Alterssitz gebaut hatte. Das Kloster trat nach einer Blütezeit und dem Niedergang in der Zeit der Kommende im Jahr 1515 der kastilischen Zisterzienserkongregation bei. Im Unabhängigkeitskrieg mussten die Mönche von 1808 bis 1812 das Kloster verlassen. Unter der Regierung von Juan Álvarez Mendizábal wurde es im Jahr 1835 aufgelöst, jedoch blieben einige Mönche, von denen der letzte erst 1862 verstarb, im Kloster. Von 1862 bis 1951 dienten die Bauten der Diözese Oviedo als Seminar und Kolleg. 1992 wurde es wieder von Zisterziensermönchen bezogen, die es 2008 wiederum verließen. Heute ist das Kloster der Gemeinschaft vom heiligen Johannes anvertraut.

## Bauten und Anlage
Die 1218 begonnene kreuzförmige, kreuzrippengewölbte Kirche mit einer Vorhalle, halbrunden Apsiden, einem Hauptschiff und zwei Seitenschiffen wurde im 13. Jahrhundert errichtet. Die Ausstattung entstammt zum Teil dem 18. Jahrhundert, so auch die Barockorgel. Die Sakristei mit einem Netzgewölbe wurde im 16. Jahrhundert errichtet. Der mittelalterliche Kreuzgang wurde nach einer Überschwemmung im 16. Jahrhundert durch einen zweistöckigen Renaissancekreuzgang ersetzt, der im 18. Jahrhundert ein drittes Geschoss erhielt.